# Bedekovčanska jezera
Bedekovčanska jezera (Bajeri) nalaze se između rijeke Krapine i tvornice Zagorka južno od željezničke pruge Zabok - Varaždin u Bedekovčini.

## Opis
Nastala su kopanjem gline za opeku i crijep prije stotinjak godina. Ukupan broj jezera bio je sedam, ali ih je danas ostalo pet. Prva jezera nastala od 1886. do 1937. godine više ne postoje jer su zatrpana zbog proširenja tvornice. Sadašnja jezera nastala su u razdoblju 1937. do 1950. godine. Dubina jezera je do 8 metara. Pri kopanju na toj dubini nailazilo se na izvorišta vode koja je popunjavala iskope. Jezera su međusobno spojena i suvišak vode odlazi u rijeku Krapinu. Kakvoća vode u jezerima je zadovoljavajuća za piće, pa je određena kao moguća rezerva u slučaju elementarnih nepogoda posebno u Plavom (Modrom) jezeru.
Jezerima upravlja sportsko ribolovno društvo iz Bedekovčine. Jezera se redovito poribljavaju. U jezerima ima šarana, amura, smuđa, štuka i somova. Uz jezera je sagrađen ribički dom. U prostoru doma moguće je vidjeti fotografije i preparirane glave ulovljenih velikih riba.
Na prilazu jezerima s Bedekovčanske strane, tvornica Zagorka sagradila je restoran, koji je danas na žalost zatvoren. Poznati Bedekovčanski sajam vina iz tih je prostora premješten u sportsku dvoranu u centru Bedekovčine.